# Refugi Josep Maria Montfort
El Refugi Josep Maria Montfort o de Baiau és un refugi de muntanya del terme municipal d'Alins, a la comarca del Pallars Sobirà.

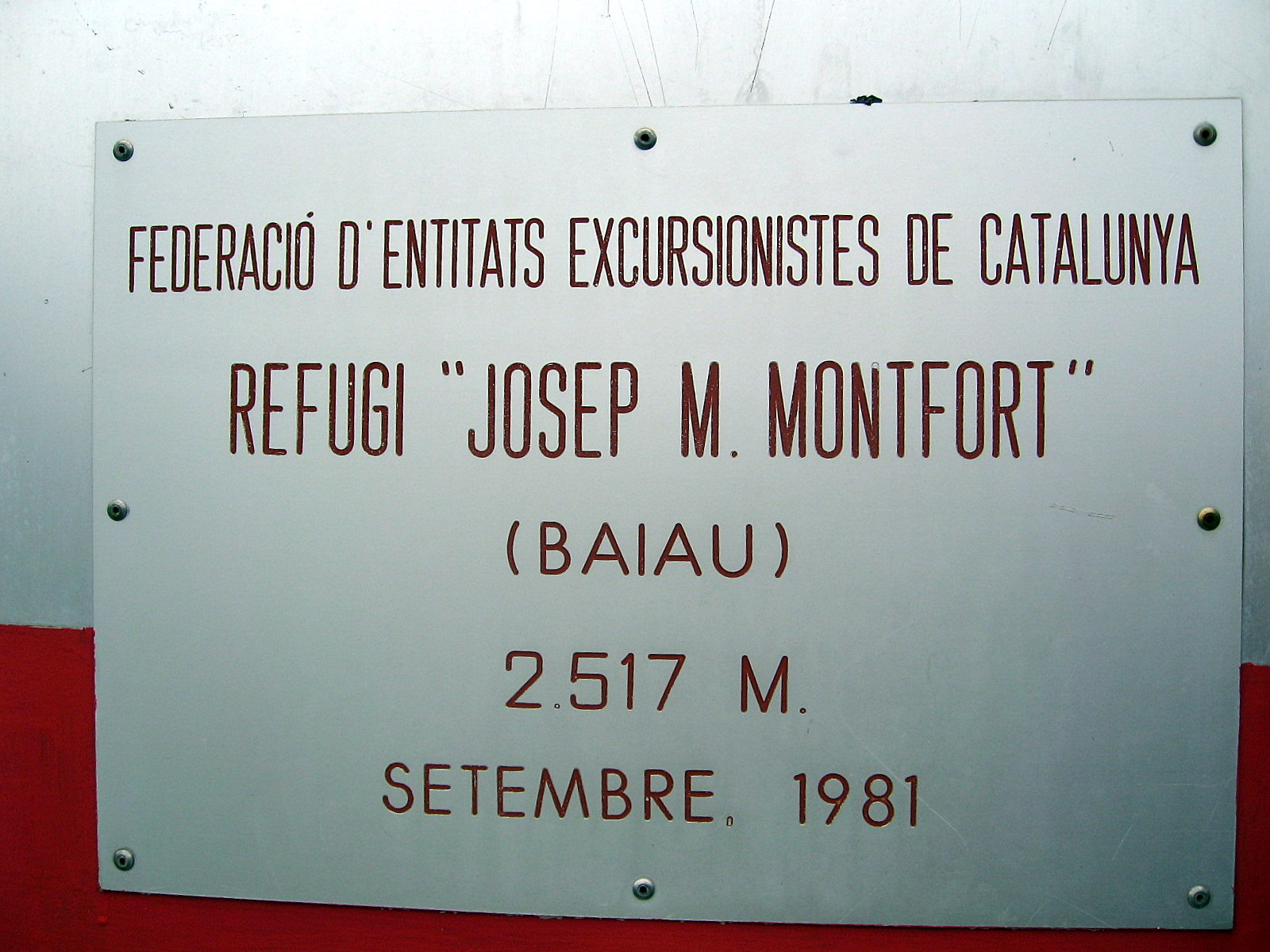
Refugi de Baiau

És un refugi metàl·lic, tipus "vivac", situat a 2.517 metres d'altitud, en el circ de Baiau, damunt d'un turó sobre l'Estany Superior de Baiau.

## Ruta d'accés
Des d'Àreu cal anar per la pista fins a la presa de la Farga (1370 m). A partir de la presa la pista, en principi, està restringida al tràfic. Cal continuar per la pista forestal fins al pont de la Molinassa, on s'agafa la ruta del GR-11 i ja no es deixa fins a la mateixa porta del refugi. Hi ha unes 4 hores pels 1000 metres de desnivell que cal superar.